# Az ük-ük-üknagyanyánk (Bűbájos boszorkák)
Az Az ük-ük-üknagyanyánk a Bűbájos boszorkák című televíziós sorozat első évadjának kilencedik epizódja.

## Cselekmény
|  | Alább a cselekmény részletei következnek! |

1692-ben járunk Massachusetts állam Salem nevű településén. Egy vállig érő hajú férfi beállít egy fogoly nőhöz, akit Melindának hívnak. Beszélgetésükből kiderül, hogy a férfi, Matthew volt az, aki feladta Melindát boszorkányságért, miután sikerült megszereznie az erejét. A warlockot ezek után azonban Melinda átveri, s egy medál segítségével a férfit a medálba zárja egy rövidke varázsige elkántálásával.
306 évvel később, 1998-ban Prue Halliwell irodájába új tárgyak érkeznek aukció előtti vizsgálatra. Miután Rex magára hagyja a legidősebb Halliwell-testvért, Prue szeme rögtön megakad egy medálon, ugyanazon a medálon, amelybe több mint három évszázada őse, Melinda Warren bezárta Matthewt. A nőnek sikerül kinyitnia a medált, s kiszabadítania a kora újkori ruhában megjelenő Matthew-t, akinek sikerül Prue erejét megszereznie rögtön azután, hogy a lány rajta használja a telekinézis erejét. Matthew célja, hogy megszerezze, amit mindig is akart: a három Warren-erőt, s már tudja is hol kezdje: a vezetéknév Halliwell. Ezt követően új erejével kitöri az egyik ablaküveget, s leugrik, majd épen és egészségesen érkezik meg a járdára, a járókelők és éttermi vendégek legnagyobb ámulatára.
A rendőrség már nyomoz, ki lehetett az a rejtélyes idegen, aki képes volt 12 emeletnyit zuhanni anélkül, hogy megsérült volna. A jelenlévő nyomozók, Andy és Darryl szemtanúkat hallgatnak ki, Andy pedig már ránézésre is tudja, hogy az irodaház azon irodája kié. Eközben a házban Phoebe igyekszik rávenni arra Pipert, hogy hívja el Leo-t randevúra, de Piper nem meri megtenni, mert fél a visszautasítástól. Ekkor érkezik Prue a hírrel: nagy bajban vannak. A nyomozók Rexet és Hannah-t is meghallgatják az esetről, akik furcsa hangokról számolnak be, illetve arról, hogy az esetet követően Prue se szó se beszéd kifutott az épületből. Rex irodájában a warlock-pár úgy tűnik újabb tervét szövögeti. A terv része volt a legendás medál kinyittatása Prue-val, így, miután Matthew a három nővér erejét mind megszerzi, átvenni tervezik az irányítást. Prue a padláson beszámol húgainak a történtekről, eközben Phoebe-t a medál érintésére látomás éri: a múltat látja ezúttal (mely utal arra, hogy az erejük folyamatosan fejlődik), ahol Melinda éppen a medálba küldi Matthew-t, aki időközben úgy érzi, „megtalálta” a keresett személyt. Egy Arnold Halliwell nevű kerületi ügyvédet szegez erejével a falnak, s annak ellenére, hogy a férfi bevallja: nincsenek lánytestvérei, Matthew megöli, majd eltűnik. A Bűbájosok eközben utánanéznek Melinda legendájának, s találnak róla egy régi rajzot, illetve a történetet is megtalálják, melyben az olvasható, hogy amennyiben Matthew kiszabadul a medálból, a Warren-családot teljes mértékben kipusztítja. Prue sztorija már a híradásokban is fut, amikor becsönget Andy. Phoebe nyit ajtót, s először azt hazudja, Prue nincs itthon, de később, miután Andy kifejti, hogy az irodás ügy és az a tény, hogy egy fura figura egy Halliwell nevű ügyvédet gyilkol meg, rendkívül gyanús, Phoebe visszavág azzal, hogy Andynek úgy sincs letartóztatási parancsa. A lányok összedugják a fejüket, s arra jutnak, hogy elő kell hívniuk Melindát a múltból, hogy a segítségét kérjék az ügyben. A varázsige helyes működéséhez némi vér kell mindhármójuktól, de Piper kissé akadékoskodik, mivel nem bírja a vér látványát. Később azonban Phoebe megszúrja, így mindhárman a medálra csöpögtethetnek egy kicsit a vérükből. A varázsige elmondása után pedig hús-vér valójában megjelenik előttük ük-ük-üknagyanyjuk: Melinda Warren.
Melindát sikerül felöltöztetni modern ruhákba, s némi információt adni neki a XX. század világáról. Leóval is megismerkedik, s közösen elszavalnak néhány sort Shakespeare Ahogy tetszik című művéből („én becsületes munkás vagyok; én megkeresem, a mit megeszem; senkivel sem tartok haragot; nem irigyelem senkinek szerencséjét”(Rákosi Jenő fordítása)). Egy újabb Halliwell vezetéknevű - ezúttal egy szerszámboltot vezető férfi - meggyilkolása után Matthew találkozik Rexszel és Hannah-val, akik alkut ajánlanak neki: ők segítenek neki megtalálni az igazi Halliwelleket, ő pedig összegyűjti a három Warren-erőt. Matthew hosszas bizalmatlankodás ellenére végül belemegy az egyezségbe. A házban ezalatt Melinda elmeséli, hogy azért nem varázsolta ki magát a máglyáról, mert volt egy lánya, Prudence, akit meg akart védeni. A Warren-ág folytatódásához feltétlenül szükségesnek tartotta ezt az áldozatot. Emellett beszámol arról is, hogy Matthew Tate képessége, hogy a rajta használt erőket „lemásolja” a boszorkányoktól, akik azt azután már nem tudják ellene használni, ezért rendkívül veszélyes lenne, ha Piper és Phoebe erejét is megszerezhetné. A terv tehát az, hogy visszaküldik a warlockot a medálba. Hannah épp az irodában öltözteti a fejlett világon ámuló-bámuló Matthew-t, amikor beállít Rex, s feldúltan arra kéri a warlockot, cselekedjen végre. Terveik szerint ha megszerezte amit akart, visszaküldik a medálba. Melinda ezalatt az Árnyékok Könyvéből igyekszik kiírni a szükséges bájital hozzávalóit, közben mesél a boszorkányságról a még újonc lányoknak. Rex megmutatja a három Halliwell képét Matthew-nak, majd Hannah-t arra utasítja, vezesse el a férfit a Quake-be, ahol Piper erejét is lemásolhatja. A konyhában ezalatt a lányok megpróbálkoznak az átokhoz szükséges bájital összeállításával, azonban néhány gyógynövény és egy foltos bagolytól származó toll hiányzik az otthoni készletből. A gyógyfüvek beszerzését Piper vállalja, Prue pedig elindul egy foltos bagoly keresésére. Hannah és Matthew ezalatt már a Quake előtt várakoznak Piper érkezésére.
A Quake konyhájában Matthew megtámadja Phoebe-t, akit, mihelyst a férfi megérinti, látomás ér arról, hogy a warlock megpróbálja majd megölni Melindát. Eközben azonban Matthew a látomás erejét is sikeresen átmásolja, s eltűnik. Prue elindul egy múzeumba, ahol sikerült egy foltos bagolyt találnia, a ház előtt parkoló Andy pedig elkezdi követni a nő autóját. Phoebe és Piper hiába hagynak üzenetet a házban egyedül hagyott Melindát, hogy támadás éri a közeljövőben, Matthew már az ajtóban vár. Elmondja, hogy már csak egy erőre van szüksége, de Melinda érintésére őt is látomás éri arról, hogy a Bűbájosok Melinda segítségével bájitalt készítettek az átokhoz. Ezt megakadályozandó Matthew Prue keresésére indul, akit Melinda úgy informál, hogy az állatkertben van. Rex a Bucklandsben magán kívül van az idegességtől, hogy Hannah szem elől tévesztette azt a warlockot, aki megszerezhette volna nekik a Hármak Erejét, s azt parancsolja neki, keresse meg. Ezalatt a hazaérkező Pipernek és Phoebe-nek sikerül megnyugtatniuk a támadás sokkja alatt lévő Melindát. Prue eközben éppen sikeresen kisomfordál a múzeum egyik kijáratán, a kezében egy foltos bagoly tollával, Andy azonban elviszi magával. Hannah végre megtalálja Matthew-t, akinek már feltett szándéka megtalálni Prue-t, nehogy a bájitalt ismét összeállíthassák, Rex azonban ragaszkodik a tervhez: meg kell szereznie a fagyasztás képességét is. Ennek elérése érdekében egy felhúzott pisztolyt nyom a salemi warlock kezébe. Andy a rendőrkocsiban kérdőre vonja volt kedvesét, mire volt jó, hogy ellopott egy értékes tollat a múzeumból. Prue azonban nem hajlandó elmondani neki, s mivel úgy érzi, nincs más választása, erejével kibontja az Andy előtti kormányban rejtező légzsákot, így sikerül kiszabadulnia az autóból.
A főzet már majdnem készen van a konyhában, s már csak a toll hiányzik az összetevők közül. Matthew azonban még Prue előtt megjelenik, s Piperre, majd Phoebe-re szegezve Rex pisztolyát arra kötelezi őket, hogy Piper használja ellene a fagyasztás erejét. Prue azonban épp időben toppan be a hátsó bejáraton: erejével kiröpíti a revolvert Matthew kezéből, s egy székes lök felé. A toll hozzáadása után Melinda elmondja az időközben megfagyasztott warlockra a varázsigét, így Matthew örök időkre visszazáródik a medálba. Rex és Hannah eközben épp veszekednek az irodában, Hannah szerint ugyanis már az elejétől kezdve nekik kellett volna megküzdeniük a Bűbájosokkal. A rendőrségen újabb vita alakul ki, Darryl ugyanis próbálja arról meggyőzni Andyt, hogy nem érdemes ilyen előítéletekkel feladni Prue-t, s végül sikerül is meggyőznie. Másnap reggel az érkező Leóval Piper megbeszél egy randit, majd visszatér a padlásra, ahol épp Melindát búcsúztatják. Ük-ük-üknagyanyjuk elmondja, mennyire boldog órákat élhetett át a Bűbájosok között, s Phoebe-t megérintve elmondása szerint látja maga előtt a következő Warren-generációkat is, mint erejük teljében lévő boszorkányok. Ezzel beteljesültnek érzi álmait, s nagy könnyek közepette búcsúzik el ük-ük-ükunokáitól, akiknek igazán a szívükbe lopta magát e néhány nap alatt.
|  | Itt a vége a cselekmény részletezésének! |

## Árnyékok Könyve

### Igézetek

#### Melinda Warren megidézése
Melinda Warren, vér a vérünkből, ük-ük-üknagyanyánk, megidézünk téged!

#### Melinda Warren visszaküldése
Melinda Warren, vér a vérünkből, elengedünk.

#### Matthew legyőzése
Az időn túl, s hasznon túl,
Légy bezárva örökre, kínoktól gyötörve!

## Szereplők

### Állandó szereplők
- Prue Halliwell szerepében Shannen Doherty
- Piper Halliwell szerepében Holly Marie Combs
- Phoebe Halliwell szerepében Alyssa Milano
- Andy Trudeau szerepében T. W. King

### Mellékszereplők
- Leo Wyatt (a ház karbantartója) szerepében Brian Krause
- Hannah Webster (Rex Buckland személyi titkára és szeretője) szerepében Leigh-Allyn Baker
- Rex Buckland (a Buckland aukciós ház vezetője) szerepében Neil Roberts

### Epizódszereplők
- Matthew Tate (a Melinda erejére áhítozó warlock) szerepében Billy Wirth
- Melinda Warren (a Bűbájosok ük-ük-üknagyanyja) szerepében Tyler Layton
- Arnold Halliwell (Matthew egyik áldozata) szerepében Terry Bozeman
- Éttermi kuncsaft szerepében Michael Mitz
- A pincérnő szerepében Catherine Kwong
- A televíziós tudósító szerepében Jodi Fung

## Apróságok
- Meglehetősen meghitt jelenet, hogy Melinda és Leo felváltva idézik Shakespeare munkáját, azonban a helyzet az, hogy Melinda hiába élt abban a korszakban, amikor a drámaíró alkotott, munkáit csupán Londonban és Stratford-upon-Avonben adták ki, s a világ csak a 18-19. században ismerte meg drámáit.
- Ez az első epizód, hogy valaki pislantással közlekedik.
- Honnan tudhatta Andy és a San Franciscó-i rendőrség, hogy Matthew volt az ügyvéd Halliwell gyilkosa? A warlock ugyanis a gyilkosság elkövetése után rögtön elpislantott máshová.
- Amikor Phoebe észreveszi, hogy fejlődik a látomási képessége, azt mondja, remélte, hogy repülni fog ereje fejlődésének eredményeként. A sors iróniája, hogy a Vigyázz, mit kívánsz! epizódban Phoebe képes lesz repülni, később pedig (3. évad) elsajátítja a levitáció, azaz a tartós lebegés képességét.
- Melindának fogalma sincs arról, mi valójában a vízvezeték. Az rendben van, hogy az ő korában mesterségesen elkészített csövek nem hálózták be az emberek otthonait, de a vízvezetékrendszerek már évezredek óta léteztek. Lehetetlen, hogy nem hallott róla.
- Amikor Matthew Tate kiugrik az emeleti ablakon, miután földet ér, nem követik őt különféle méretű üvegszilánkok.
- Salemben egyetlen boszorkányt sem égettek el, a gyanúsítottakat ugyanis felakasztásos módszerrel végezték ki.
- A lakás, amelyet a Halliwell nevezetű ügyvéd irodájaként mutattak, teljes egészében megegyezik Skye, a pincérlány lakásával, amely az 1. évad Álomlovag c. epizódjából ismert.
- A televízióban látszik, hogy a közvetítő mögött elhalad Andy és Darryl. A felvételeket élőben közvetítik, de eközben már csengetnek, s az érkező vendég Andy. Vajon Andy is pislant, hogy valahová gyorsan odaérjen?
- Az epizódban a következő dalok hangzanak el:
  - Holly McNarland: In the Air Tonight
  - Counting Crows: Around Here

## Az epizód címe más nyelveken
- spanyol: La bruja ha vuelto
- francia: La sorcière de Salem (A salemi boszorkány)
- olasz: Il ciondolo antico
- portugál: O Feiticeiro Voltou